# Dubai Airshow
Dubai Airshow (Dubai Air Show) – organizowane w latach nieparzystych od 1989 roku targi lotnicze w Dubaju w Zjednoczonych Emiratach Arabskich. Impreza ma charakter ściśle handlowy.

## Historia

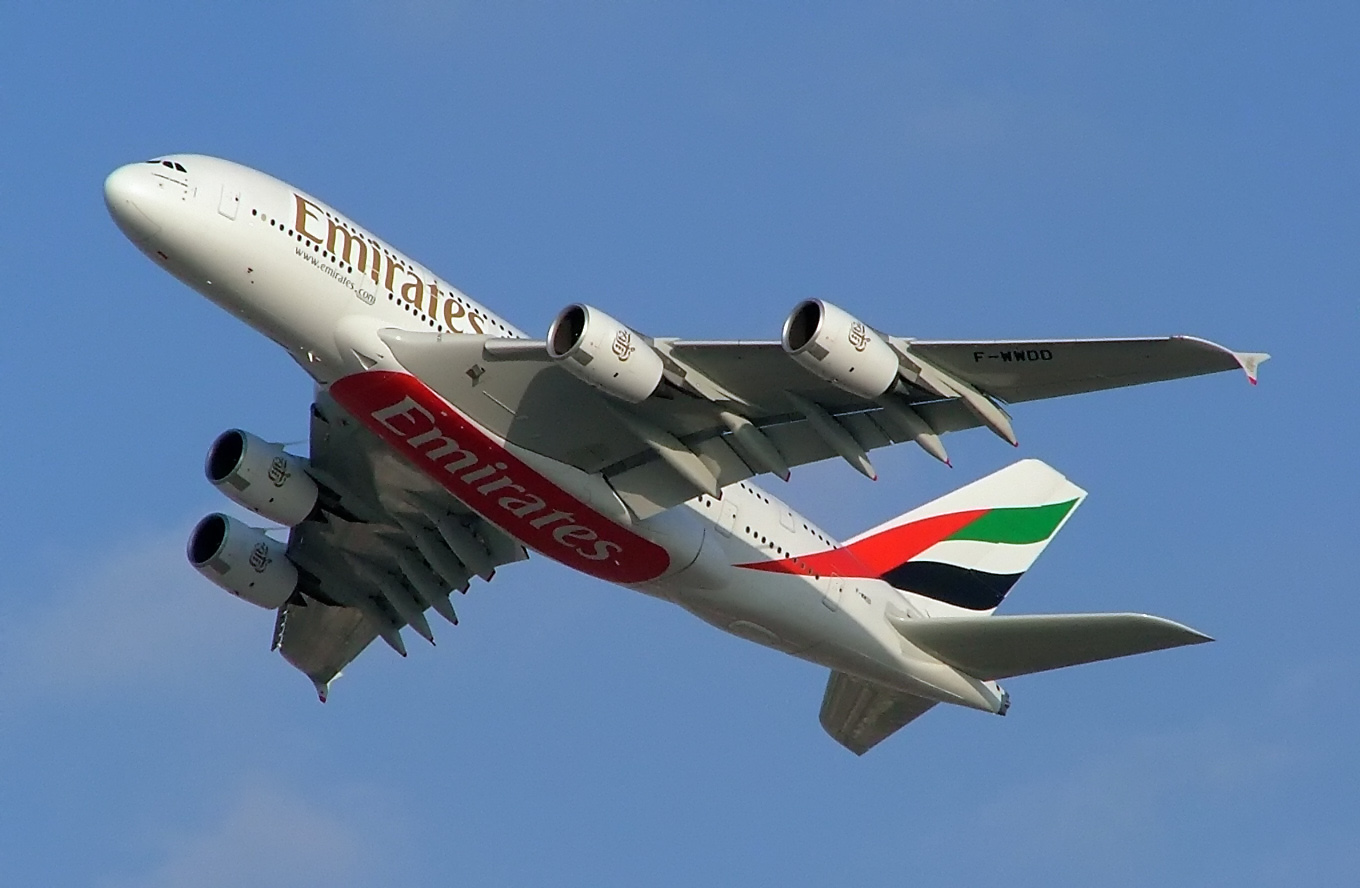
Airbus A380 na Dubai Airshow w 2005 roku

Początki Dubai Airshow sięgają 1986 roku kiedy to w Fairs & Exhibitions Ltd zorganizowało na terenie Dubai World Trade Centre targi cywilnego lotnictwa Arab Air. Zainteresowanie nabywców i inwestorów z Bliskiego Wschodu sprawiło, że w 1989 roku zorganizowano pierwsze targi pod nazwą Dubai Airshow a sama impreza przeniosła się na teren portu lotniczego w Dubaju. Na targach pojawiło się dwustu wystawców i prezentowano 25 samolotów. Z powodu I wojny w Zatoce Perskiej w 1991 roku imprezę przeniesiono ze stycznia na listopad. Również z powodu wojny na targach pojawili się szeroko producenci samolotów i śmigłowców bojowych oraz uzbrojenia. W 1999 roku specjalnie na potrzeby Airshow wybudowano budynek wystawienniczy Airport Expo. W 2005 roku Dubai Airshow był pierwszą imprezą lotniczą na Bliskim Wschodzie a Dubaj pierwszym krajem w regionie, w którym pojawił się Airbus A380. Dubai Airshow ma wybitnie handlowy charakter czego przykładem był rok 2007 kiedy to podczas targów podpisano kontrakty na łączną sumę rzędu 155 miliardów dolarów, na żadnej imprezie lotniczej w całej historii nie uzyskano takiej sumy. Również w odróżnieniu od innych światowych pokazów lotniczych, na których organizatorzy wyznaczają dni dla szerokiej publiczności, w Dubaju na teren wystawy wstęp mają tylko zaproszone delegacje, specjaliści i dziennikarze. W 2011 roku Dubai Airshow zgromadził 960 wystawców z 50 krajów. Zaprezentowano 125 samolotów na wystawie statycznej a 25 pokazywało się publiczności w locie. W 2011 po raz pierwszy na Bliskim Wschodzie, w Dubaju pojawił się Boeing 787.